# Svjetsko prvenstvo u motociklizmu 2009. – 250cc
Svjetsko prvenstvo u motociklizmu u klasi 250cc za 2009. godinu je osvojio japanski vozač Hiroshi Aoyama na motociklu Honda RS250RW, te u momčadi Scot Racing Team 250cc. 

Ovo je bila posljednja sezona klase 250cc u okviru Svjetskog prvenstva, a od sezone 2010. ju je zamijenila klasa Moto2. 

## Raspored utrka i osvajači postolja
2009. godine je bilo na rasporedu 17 trkaćih vikenda Svjetskog prvenstva, te su na njih 16 vožene utrke u klasi 250cc.
| rb | datum               | staza                    | utrka                           | službeni naziv utrke                            | pole poz.             | motocikl              | naj.krug              | motocikl              | pobjednik             | motocikl              | drugoplasirani        | motocikl              | trećeplasirani        | motocikl              | izvj.                           |
| -- | ------------------- | ------------------------ | ------------------------------- | ----------------------------------------------- | --------------------- | --------------------- | --------------------- | --------------------- | --------------------- | --------------------- | --------------------- | --------------------- | --------------------- | --------------------- | ------------------------------- |
| 1  | 12. travnja 2009.   | Losail                   | VN Katara                       | Commercialbank Grand Prix of Qatar              | Álvaro Bautista       | Aprilia               | Hiroshi Aoyama        | Honda                 | Héctor Barberá        | Aprilia               | Jules Cluzel          | Aprilia               | Mike Di Meglio        | Aprilia               | [ 1 ] [ 2 ] [ 3 ] [ 4 ]         |
| 2  | 26. travnja 2009.   | Twin-Ring Motegi         | VN Japana                       | Polini Grand Prix of Japan                      | Marco Simoncelli      | Gilera                | Álvaro Bautista       | Aprilia               | Álvaro Bautista       | Aprilia               | Hiroshi Aoyama        | Honda                 | Mattia Pasini         | Aprilia               | [ 1 ] [ 2 ] [ 3 ] [ 5 ]         |
| 3  | 3. svibnja 2009.    | Jarama                   | VN Španjolske                   | Gran Premio bwin.com de España                  | Alex Debón            | Aprilia               | Álvaro Bautista       | Aprilia               | Hiroshi Aoyama        | Honda                 | Álvaro Bautista       | Aprilia               | Marco Simoncelli      | Gilera                | [ 1 ] [ 2 ] [ 3 ] [ 6 ]         |
| 4  | 17. svibnja 2009.   | Le Mans - Bugatti        | VN Francuske                    | Grand Prix de France                            | Álvaro Bautista       | Aprilia               | Alex Debón            | Aprilia               | Marco Simoncelli      | Gilera                | Héctor Faubel         | Honda                 | Roberto Locatelli     | Gilera                | [ 1 ] [ 2 ] [ 3 ] [ 7 ] [ 8 ]   |
| 5  | 31. svibnja 2009.   | Mugello                  | VN Italije                      | Gran Premio d'Italia Alice                      | Álvaro Bautista       | Aprilia               | Marco Simoncelli      | Gilera                | Mattia Pasini         | Aprilia               | Marco Simoncelli      | Gilera                | Álvaro Bautista       | Aprilia               | [ 1 ] [ 2 ] [ 3 ] [ 9 ] [ 10 ]  |
| 6. | 14. lipnja 2009.    | Catalunya (Barcelona)    | VN Katalonije                   | Gran Premi Cinzano de Catalunya                 | Héctor Barberá        | Aprilia               | Álvaro Bautista       | Aprilia               | Álvaro Bautista       | Aprilia               | Hiroshi Aoyama        | Honda                 | Héctor Barberá        | Aprilia               | [ 1 ] [ 2 ] [ 3 ] [ 11 ] [ 12 ] |
| 7  | 27. lipnja 2009.    | Assen                    | VN Nizozemske                   | Alice TT Assen - 79e Dutch TT                   | Héctor Barberá        | Aprilia               | Hiroshi Aoyama        | Honda                 | Hiroshi Aoyama        | Honda                 | Héctor Barberá        | Aprilia               | Marco Simoncelli      | Gilera                | [ 1 ] [ 2 ] [ 3 ] [ 13 ]        |
|    | 5. srpnja 2009.     | Laguna Seca              | VN SAD-a                        | Red Bull U.S. Grand Prix                        | nije bilo utrke 250cc | nije bilo utrke 250cc | nije bilo utrke 250cc | nije bilo utrke 250cc | nije bilo utrke 250cc | nije bilo utrke 250cc | nije bilo utrke 250cc | nije bilo utrke 250cc | nije bilo utrke 250cc | nije bilo utrke 250cc | [ 1 ] [ 2 ] [ 3 ]               |
| 8  | 19. srpnja 2009.    | Sachsenring              | VN Njemačke                     | Alice Motorrad Grand Prix Deutschland           | Marco Simoncelli      | Gilera                | Álvaro Bautista       | Aprilia               | Marco Simoncelli      | Gilera                | Alex Debón            | Aprilia               | Álvaro Bautista       | Aprilia               | [ 1 ] [ 2 ] [ 3 ] [ 14 ] [ 15 ] |
| 9  | 26. srpnja 2009.    | Donnington Park          | VN Britanije                    | British Grand Prix                              | Héctor Barberá        | Aprilia               | Alex Baldolini        | Aprilia               | Hiroshi Aoyama        | Honda                 | Álvaro Bautista       | Aprilia               | Mattia Pasini         | Aprilia               | [ 1 ] [ 2 ] [ 3 ] [ 16 ] [ 17 ] |
| 10 | 16. kolovoza 2009.  | Brno                     | VN Češke Republike              | Cardion ab Grand Prix České republiky           | Marco Simoncelli      | Gilera                | Marco Simoncelli      | Gilera                | Marco Simoncelli      | Gilera                | Mattia Pasini         | Aprilia               | Álvaro Bautista       | Aprilia               | [ 1 ] [ 2 ] [ 3 ] [ 18 ] [ 19 ] |
| 11 | 30. kolovoza 2009.  | Indianapolis             | VN Indianapolisa                | Red Bull Indianapolis Grand Prix                | Mike Di Meglio        | Aprilia               | Marco Simoncelli      | Gilera                | Marco Simoncelli      | Gilera                | Hiroshi Aoyama        | Honda                 | Álvaro Bautista       | Aprilia               | [ 1 ] [ 2 ] [ 3 ] [ 20 ] [ 21 ] |
| 12 | 6. rujna 2009.      | Misano World Circuit     | VN San Marina i Rivijere Rimini | GP Cinzano di San Marino e Riviera di Rimini    | Hiroshi Aoyama        | Honda                 | Hiroshi Aoyama        | Honda                 | Héctor Barberá        | Aprilia               | Mattia Pasini         | Aprilia               | Álvaro Bautista       | Aprilia               | [ 1 ] [ 2 ] [ 3 ] [ 22 ]        |
| 13 | 4. listopada 2009.  | Estoril                  | VN Portugala                    | bwin.com Grande Premio de Portugal              | Héctor Barberá        | Aprilia               | Marco Simoncelli      | Gilera                | Marco Simoncelli      | Gilera                | Mike Di Meglio        | Aprilia               | Héctor Barberá        | Aprilia               | [ 1 ] [ 2 ] [ 3 ] [ 23 ] [ 24 ] |
| 14 | 18. listopada 2009. | Phillip Island           | VN Australije                   | Iveco Australian Motorcycle Grand Prix          | Raffaele De Rosa      | Honda                 | Raffaele De Rosa      | Honda                 | Marco Simoncelli      | Gilera                | Héctor Barberá        | Aprilia               | Raffaele De Rosa      | Honda                 | [ 1 ] [ 2 ] [ 3 ] [ 25 ] [ 26 ] |
| 15 | 25. listopada 2009. | Sepang                   | VN Malezije                     | Shell Advance Malaysian Motorcycle Grand Prix   | Hiroshi Aoyama        | Honda                 | Hiroshi Aoyama        | Honda                 | Hiroshi Aoyama        | Honda                 | Héctor Barberá        | Aprilia               | Marco Simoncelli      | Gilera                | [ 1 ] [ 2 ] [ 3 ] [ 27 ] [ 28 ] |
| 16 | 8. studenog 2009.   | Valencia (Ricardo Tormo) | VN Zajednice Valencia           | Gran Premio Generali de la Comunitat Valenciana | Alex Debón            | Aprilia               | Héctor Barberá        | Aprilia               | Héctor Barberá        | Aprilia               | Álvaro Bautista       | Aprilia               | Raffaele De Rosa      | Honda                 | [ 1 ] [ 2 ] [ 3 ] [ 29 ] [ 30 ] |

VN Katara – utrka skraćena zbog kišnog vremena 

VN Nizozemske – također navedena kao Dutch TT, odnosno TT Assen 

VN Njemačke – utrka skraćena zbog kišnog vremena 

VN San Marina i Rivijere Rimini – također navedena kao VN San Marina 

VN Mađarske – trebala biti održana na stazi "Balatonring" 20. rujna 2009., ali je otkazana zbog kašnjenja u izgradnji staze 

VN Australije – utrka prekinuta zbog nesreće na stazi nakon 18. od predviđenih 25 krugova, te nije nastavljena jer je odvoženo više od 2/3 utrke 

VN Zajednice Valencia – također navedena kao VN Valencije

## Poredak za vozače
Sustav bodovanja
Bodove osvaja prvih 15 vozača u utrci. 
| pozicija u utrci | 1. | 2. | 3. | 4. | 5. | 6. | 7. | 8. | 9. | 10. | 11. | 12. | 13. | 14. | 15. |
| bodovi           | 25 | 20 | 16 | 13 | 11 | 10 | 9  | 8  | 7  | 6   | 5   | 4   | 3   | 2   | 1   |

| mj. | vozač               | konstruktor   | bm      | momčad (tim)                                             | motocikl                                               | bodova |
| --- | ------------------- | ------------- | ------- | -------------------------------------------------------- | ------------------------------------------------------ | ------ |
| 1.  | Hiroshi Aoyama      | Honda         | 4       | Scot Racing Team 250cc                                   | Honda RS250RW                                          | 261    |
| 2.  | Héctor Barberá      | Aprilia       | 40      | Pepe World Team                                          | Aprilia RSA 250                                        | 239    |
| 3.  | Marco Simoncelli    | Gilera        | 58      | Metis Gilera                                             | Gilera RSA 250                                         | 231    |
| 4.  | Álvaro Bautista     | Aprilia       | 19      | Mapfre Aspar Team                                        | Aprilia RSA 250                                        | 218    |
| 5.  | Mattia Pasini       | Aprilia       | 75      | Team Toth Aprilia Team Globalgest Paddock GP Racing Team | Aprilia RSA 250                                        | 128    |
| 6.  | Raffaele De Rosa    | Honda         | 35      | Scot Racing Team 250cc                                   | Honda RS250RW                                          | 122    |
| 7.  | Thomas Lüthi        | Aprilia       | 12      | Emmi–Caffè Latte                                         | Aprilia RSA 250                                        | 120    |
| 8.  | Mike Di Meglio      | Aprilia       | 63      | Mapfre Aspar Team                                        | Aprilia RSW 250 LE Aprilia RSA 250                     | 107    |
| 9.  | Héctor Faubel       | Honda         | 55      | Valencia C.F. - Honda SAG                                | Honda RS250RW                                          | 105    |
| 10. | Alex Debón          | Aprilia       | 6       | Aeropuerto-Castello-Blusens                              | Aprilia RSA 250                                        | 101    |
| 11. | Roberto Locatelli   | Gilera        | 15      | 'Metis Gilera                                            | Gilera RSA 250                                         | 85     |
| 12. | Jules Cluzel        | Aprilia       | 16      | Matteoni Racing                                          | Aprilia RSW 250 LE                                     | 82     |
| 13. | Ratthapark Wilairot | Honda         | 14      | Thai Honda PTT SAG                                       | Honda RS250RW                                          | 81     |
| 14. | Karel Abraham       | Aprilia       | 17      | Cardion AB Motoracing                                    | Aprilia RSA 250                                        | 74     |
| 15. | Lukáš Pešek         | Aprilia       | 52      | Auto Kelly - CP                                          | Aprilia RSW 250 LE                                     | 74     |
| 16. | Alex Baldolini      | Aprilia       | 25      | WTR San Marino                                           | Aprilia RSW 250 LE                                     | 41     |
| 17. | Shoya Tomizawa      | Honda         | 48      | CIP Moto - GP250                                         | Honda RS250RW Honda RS250R                             | 32     |
| 18. | Gábor Talmácsi      | Aprilia       | 28      | Balatonring Team Balaton Racing Team 250cc               | Aprilia RSA 250                                        | 28     |
| 19. | Shuhei Aoyama       | Honda         | 73      | Harc-Pro Racing Team Germany                             | Honda RS250RW Honda RS250R                             | 27     |
| 20. | Aleix Espargaró     | Aprilia       | 41      | Balatonring Team Balaton Racing Team 250cc               | Aprilia RSW 250 LE                                     | 22     |
| 21. | Valentin Debise     | Honda         | 53      | CIP Moto - GP250                                         | Honda RS250RW Honda RS250R                             | 18     |
| 22. | Imre Tóth           | Aprilia       | 10      | Team Toth Aprilia                                        | Aprilia RSW 250 LE Aprilia RSA 250 Aprilia RSA 250 kit | 12     |
| 23. | Balázs Németh       | Aprilia       | 11      | Balatonring Team Balaton Racing Team 250cc               | Aprilia RSW 250 LE                                     | 11     |
| 24. | Vladimir Leonov     | Aprilia       | 56      | Viessmann Kiefer Racing                                  | Aprilia RSW 250 LE                                     | 9      |
| 25. | Bastien Chesaux     | Honda Aprilia | 8       | Racing Team Germany Matteoni Racing                      | Honda RS250R Aprilia RSW 250 LE                        | 3      |
| 25. | Axel Pons           | Aprilia       | 7       | Pepe World Team                                          | Aprilia RSW 250 LE                                     | 3      |
| 27. | Kazuki Watanabe     | Yamaha        | 59      | Bardral Racing with SJ-R                                 | Yamaha YZR 250 Yamaha TZ 250                           | 2      |
| 27. | Toby Markham        | Honda Aprilia | 54      | C&L Racing                                               | Honda RS250R Aprilia RSW 250 LE                        | 2      |
| 29. | Stevie Bonsey       | Aprilia       | 51 / 80 | Milar - Juegos Lucky                                     | Aprilia RSW 250 LE Aprilia RSV 250 kit                 | 1      |

 u ljestvici vozači koji su osvojili bodove u prvenstvu 

## Poredak za konstruktore
Sustav bodovanja
Bodove za proizvođača osvaja najbolje plasirani motocikl proizvođača među prvih 15 u utrci. 
| pozicija u utrci | 1. | 2. | 3. | 4. | 5. | 6. | 7. | 8. | 9. | 10. | 11. | 12. | 13. | 14. | 15. |
| bodovi           | 25 | 20 | 16 | 13 | 11 | 10 | 9  | 8  | 7  | 6   | 5   | 4   | 3   | 2   | 1   |

Aprilia prvak u poretku konstruktora. 
| mj. | konstruktor | bod |
| --- | ----------- | --- |
| 1.  | Aprilia     | 339 |
| 2.  | Honda       | 287 |
| 3.  | Gilera      | 245 |
| 4.  | Yamaha      | 2   |

 u ljestvici konstruktori koji su osvojili bodove u prvenstvu 

## Vanjske poveznice
- (engl.) motogp.com
- (engl.) motorsportstats.com, Moto2
- (fr.) racingmemo.free.fr, LES CHAMPIONNATS DU MONDE DE VITESSE MOTO
- (fr.) pilotegpmoto.com
- (nizoz.) jumpingjack.nl, Alle Grand-Prix uitslagen en bijzonderheden, van 1973 (het jaar dat Jack begon met racen) tot heden.
- (engl.) the-sports.org, Moto - 250 cc (Moto2)- Prize list
- (engl.) motorsporttop20.com, Motorcycle Championships
- (engl.) progcovers.com, Motor Racing Programme Covers / FIM Grand Prix World Championship Programmes / 500cc Class / MotoGP
- (engl.) en.wikipedia.org, 2009 Grand Prix motorcycle racing season
- (tal.) it.wikipedia.org, Risultati del motomondiale 2009